# تپه بری آ
تپه بری آ مربوط به دوران‌های تاریخی پس از اسلام است و در ۲ کیلومتری شرق زاهدشهر واقع شده و این اثر در تاریخ ۲۸ دی ۱۳۷۹ با شمارهٔ ثبت ۲۹۵۹ به‌عنوان یکی از آثار ملی ایران به ثبت رسیده است.